# Seweryn Dalecki

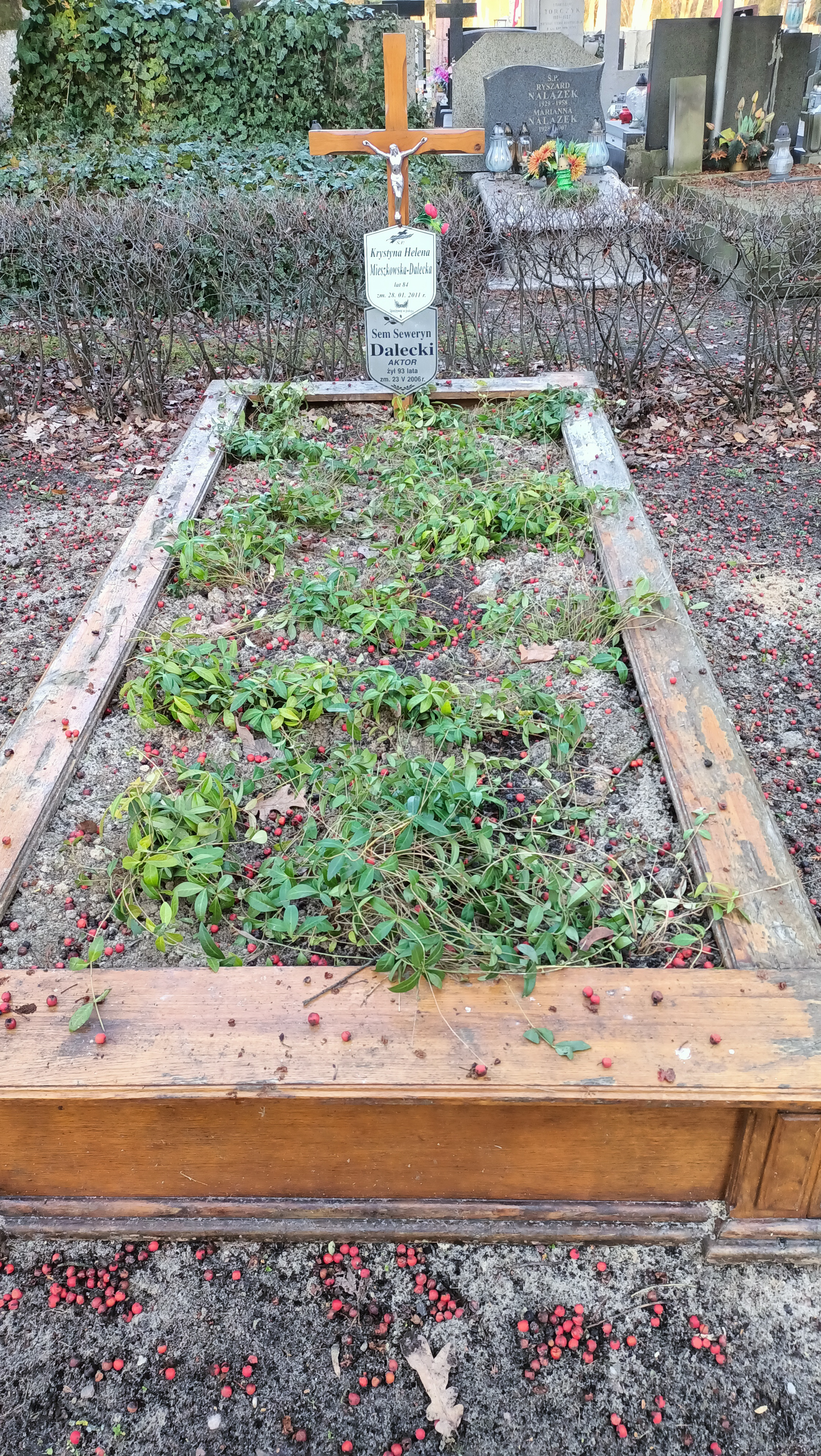
Grób Seweryna Daleckiego i jego żony na Cmentarzu Wojskowym na Powązkach (2025)

Sem Seweryn Dalecki (jid. שמחה דאלעצקי; ur. 4 grudnia 1913 w Warszawie, zm. 23 maja 2006 w Skolimowie) – polski aktor teatralny i filmowy żydowskiego pochodzenia. 

## Życiorys
Urodził się w Warszawie w rodzinie żydowskiej. Po ukończeniu gimnazjum, w 1931 zadebiutował jako aktor amator w objazdowym zespole teatralnym dla wojska. Pracował w nim aż do wybuchu II wojny światowej. Przez pewien czas współpracował także z teatrem lalkowym w Grodnie. Po wybuchu wojny uciekł do Związku Radzieckiego. Tam w przyteatralnym studiu aktorskim w Irkucku zdobył wykształcenie aktorskie. W 1946 jako repatriant wrócił do Polski. 
W 1947 zadebiutował na deskach profesjonalnego teatru. W latach 1946–1949 pracował w Miejskich Teatrach Dramatycznych w Warszawie, potem w latach 1949–1953 w Teatrze Powszechnym w Warszawie, następne w latach 1953–1955 w Teatrze Domu Wojska Polskiego w Warszawie. W latach 1956–1960 był aktorem olsztyńskiej Estrady.
W 1960 został osobiście zaangażowany przez Idę Kamińską do pracy w Teatrze Żydowskim w Warszawie. Jako aktor etatowy pracował w nim do 1977. Po tym roku współpracował z teatrem do 1998. Zmarł w Domu Aktora w Skolimowie. Jest pochowany w małej Alei Zasłużonych na Cmentarzu Wojskowym na Powązkach (kwatera 30A-tuje-20). Jego żoną była artystka Krystyna Mieszkowska-Dalecka (1926–2011).

## Kariera
| Teatr Żydowski w Warszawie - 1998: ...I stał się cud - 1997: Ballada o brunatnym teatrze - 1995: Kto jest kto - 1995: Uriel Akosta - 1994: Błądzące gwiazdy - 1992: Trubadur z Galicji - 1990: Dybuk - 1990: Ballada o ślubnym welonie - 1985: Wielka wygrana - 1984: Sen o Goldfadenie - 1984: Rabin i błazen - 1981: Poszukiwacze złota - 1980: Jakub i Ezaw - 1979: Bonjour monsieur Chagall - 1978: Planeta Ro - 1977: W noc zimową - 1977: Spadkobiercy - 1976: Dwaj Kunie-Lemł - 1976: Bóg, człowiek i diabeł - 1976: Zmierzch - 1975: Dzban pełen słońca - 1973: Dybuk - 1972: Było niegdyś miasteczko - 1972: Wielka wygrana - 1970: Tewje Mleczarz - 1970: Dybuk - 1969: Zielone pola - 1969: Bóg, człowiek i diabeł - 1967: Matka Courage i jej dzieci - 1966: Sure Szejndł - 1965: Urodziłem się w Odessie... - 1964: Wielka wygrana - 1963: Bezdomni - 1963: Jakub i Ezaw - 1962: Pieśń ujdzie cało... - 1962: Bar-Kochba - 1961: Samotny statek - 1960: Trzynaście beczek dukatów - 1958: Drzewa umierają stojąc Teatr Domu Wojska Polskiego w Warszawie - 1954: Rok 1944 - 1953: Zagłada eskadry Teatr Powszechny w Warszawie - 1953: Cudzoziemczyzna - 1952: Zgubiony list - 1952: Rodzinka - 1952: Niespokojna starość - 1951: Zgubiony list - 1951: Awans - 1950: Pan Geldhab Teatr Mały w Warszawie - 1950: Zapora - 1949: Powódź - 1947: Wiele hałasu o nic Teatr Jaskółka w Warszawie - 1947: Dzieci pana majstra | - 1993: Żywot człowieka rozbrojonego - 1984: Kim jest ten człowiek - 1982: Austeria - 1979: Komedianci - 1979: Gwiazdy na dachu - 1979: Dybuk - 1975: Noce i dnie - 1973: Sanatorium pod Klepsydrą - 1973: Chłopi - 1958: Zamach - 1954: Pokolenie - 1932: Dzikie pola - 1930: Niebezpieczny romans |

## Odznaczenia
- Krzyż Komandorski Orderu Odrodzenia Polski – 2005[2]